# بيلا بارتوك
بيلا بارتوك (بالمجرية: Bartók Béla) (25 مارس 1881 - 26 سبتمبر 1945 في نيويورك) كان مؤلفاً وموسيقياً مجرياً.

## حياته
- ولد بيلا في ناغي سانت ميكلوس Nagy Szent Miklos في رومانيا اليوم في 25 مارس 1881.تلقى دروسه الأولى في العزف على البيانو من والدته التي كانت معلمة لهذه الآلة، وقدم أول حفل موسيقي أمام الجمهور وهو في العاشرة من عمره، إذ كان قد بدأ محاولاته الأولى في التأليف. ثم تابع دراسة البيانو مع لازلو إركل Laszlo Erkel وانتسب إلى أكاديمية الموسيقى الملكية الهنغارية في بودابست كما درس التأليف مع كوسلر Koessler. وقام مع صديقه ومواطنه المؤلف الموسيقي سلطان كوداي Zoltàn Kodòly بجمع الموسيقى الفولكلورية الهنغارية الأصيلة ودراستها، وهي تختلف عن موسيقى الغجر، وكذلك قام بجمع الموسيقى الفولكلورية في سائر أوربة الشرقية ودراستها، كما زار بعضاً من البلاد العربية ومنها الجزائر، بحيث زار واحة بسكرة سنة 1913 لتدوين الموسيقى الشعبية الجزائرية الصحراوية، وخرج من هذا اللقاء بوصف هذه الموسيقى بأنها «تستمد تشويقها من التأثير المحموم الناتج عن تكرار نماذج لحنية قصيرة، ومن إيقاعاتها المركبة والمزدوجة», وقد أثارت هذه الموسيقى الجزائرية خياله الفني فاستخدمها في بعض مؤلفاته. وقد استطاعت عبقرية بارتوك أن تصهر عناصر الموسيقى الشعبية مع العناصر الفنية للموسيقى الأوروبية، فأضاف بذلك إلى لغة الموسيقى المعاصرة إضافات تاريخية وقيمة./

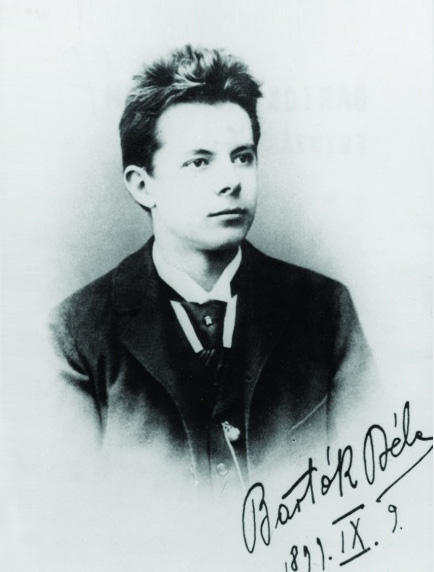
بيلا في شبابه

إن أعمال بارتوك نتاج فكر خاص ومتفرد جداً، تتسم بالوضوح والموضوعية، وهي حديثة لا تندمج ضمن أي تصنيف موسيقي معروف. لم يؤسس بارتوك مدرسة في التأليف الموسيقي كما فعل شونبرغ أرنولد شوينبيرج النمساوي مثلاً، ولكن أعماله تشهد على تمتعه بقوة إبداعية وملكة موسيقية وخيال خصب إضافة، إلى امتلاكه تقنية موسيقية متطورة مكنته من تحويل أفكاره إلى واقع موسيقي متميز جعله من أهم وجوه التأليف الموسيقي في القرن العشرين.
- ارتحل بارتوك عام 1940م إلى الولايات المتحدة الأمريكية، ودرّس هناك في جامعتي كولومبية وهارفرد وتوفي في نيويورك، وهو في حالة فقر مدقع إثر إصابته بمرض ابيضاض الدم.

وتعود أهم أعمال بارتوك إلى المرحلة المتوسطة من حياته مثل حوارية (كونشرتو)كونشرتو البيانو الأولى والثانية، وموسيقى للوتريات وآلات الإيقاع والسيليستا سيليستا، وحوارية الكمان الثانية، وقد نما أسلوبه فيها بعذوبة وجمال.
ويلاحظ الوجه النقي الواضح والمعبر عن موسيقاه في رباعياته الوترية الست التي تحتل مكانة مهمة في موسيقى القرن العشرين تعادل مكانة رباعيات بتهوفن في موسيقى القرن التاسع عشر وهايدن في القرن الثامن عشر ; وهي تعكس أهم أفكاره الموسيقية التجريبية والتجريدية وتوفي في 26سبتمبر 1945في نيويورك.

## عماله ومراحل إبداعه
يمكن تقسيم حياته الإبداعية إلى ثلاث مراحل يوجد بينها عنصر جوهري هو قوميته التي تطورت ظواهرها في كل مرحلة.
المرحلة الأولى: من 1903 إلى 1926, وبرز في هذه الفترة اتجاه تعميق صلته بالفلكلور وتطويره له، كما كتب أيضا الرباعيات الوترية التي اعتبرت امتدادا عصريا لرباعيات بتهوفن. ومن أبرز مؤلفاته في هذه الفترة الأعمال المسرحية الثلاثة: «الدوك ذي اللحية الزرقاء»، «الأمير الخشبي» و«الحكيم الصيني العجيب» وهي موسيقى مكتوبة بأسلوب درامي شديد التماسك.
المرحلة الثانية: من 1926 إلى 1937, أنتج في هذه الفترة أعمالا خصبة جدا تعد مرجعا لأهم التجديدات المقامية والإيقاعية والهارمونية، كما أنجز فيها أكبر وأهم الأعمال مثل «موسيقى للوتريات وآلات الإيقاع والسلستا».
المرحلة الثالثة: من 1937 إلى 1945، وفي هذه الفترة تجلت سيطرته المطلقة على لغته الموسيقية فأنتج «الديفرتمنتو»(الترفيه) لأوركسترا وتري ورباعيته الوترية السادسة.
ويعتبر بارتوك من العبقريات الكبيرة في موسيقى القرن العشرين، فهو صاحب لغة موسيقية خاصة صهرتها معرفته للعناصر الموسيقية المحلية لبلده ومعرفته العميقة للموسيقى المتطورة الأوروبية في الماضي والحاضر. ويكمن ثراء أسلوبه وتميزه لارتباطه بالموسيقى الشعبية باحثا ومؤلفا.

## روابط خارجية
- بيلا بارتوك على موقع IMDb (الإنجليزية)
- بيلا بارتوك على موقع الموسوعة البريطانية (الإنجليزية)
- بيلا بارتوك على موقع ألو سيني (الفرنسية)
- بيلا بارتوك على موقع ميوزك برينز (الإنجليزية)
- بيلا بارتوك على موقع أول موفي (الإنجليزية)
- بيلا بارتوك على موقع قاعدة بيانات برودواي على الإنترنت (الإنجليزية)
- بيلا بارتوك على موقع قاعدة بيانات الأفلام السويدية (السويدية)
- بيلا بارتوك على موقع إن إن دي بي (الإنجليزية)
- بيلا بارتوك على موقع أول ميوزيك (الإنجليزية)
- بيلا بارتوك على موقع ديسكوغز (الإنجليزية)
- بيلا بارتوك على موقع أوليمبيديا (الإنجليزية)